# (33581) Rajeevjha
1999 JQ35 (asteroide 33581) é um asteroide da cintura principal. Possui uma excentricidade de 0.15173470 e uma inclinação de 4.91068º.
Este asteroide foi descoberto no dia 10 de maio de 1999 por LINEAR em Socorro.